# 冀中能源股份
冀中能源股份有限公司（Jizhong Energy Resource Company Limited，深交所：000937），屬於冀中能源集團旗下公司，其公司由1999年8月26日以前稱「河北金牛能源股份有限公司」成立，並於1999年9月9日深圳證券交易所上市。
其主要業務煤礦最大重點之一，其次水泥、玻璃、電力、煤化工等行業，现任董事長為杨国占。地區包括井陉、张家口、邯郸、邢台等各項礦產區。
2011年9月22日，成功收購山西資產類別。

## 外部連結
- 冀中能源股份有限公司